# Districte de Lo Vigan

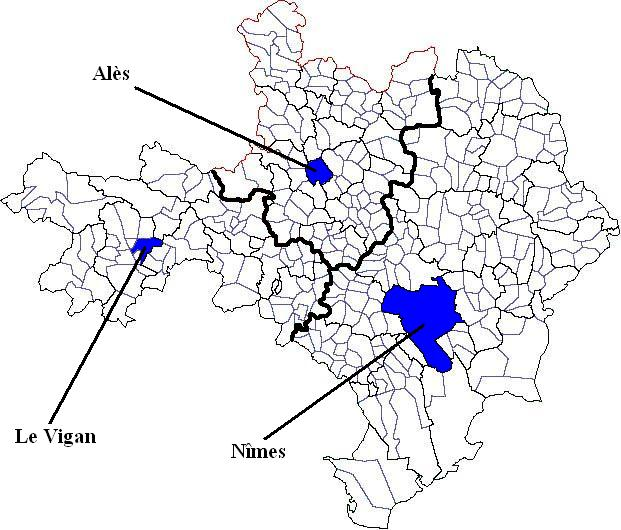
Els tres districtes del Gard

El districte de Lo Vigan és un dels tres districtes del departament francès del Gard, a la regió d'Occitània. Té 24 cantons i 177 municipis i el cap és la prefectura de Le Vigan.

## Cantons
- cantó d'Alzon
- cantó de la Sala
- cantó de Lo Vigan
- cantó de Quiçac
- cantó de Sant Andrieu de Valbornha
- cantó de Sent Ipolit
- cantó de Sauve
- cantó de Sumène
- cantó de Trèves
- cantó de Valerauga